# أدالبيرت كراوس
أدالبيرت كراوس (بالألمانية: Adalbert Kraus)‏ هو مغني أوبرا ومغني ألماني، ولد في 27 أبريل 1937 في أشافنبورغ في ألمانيا.

## وصلات خارجية
- أدالبيرت كراوس على موقع ميوزك برينز (الإنجليزية)
- أدالبيرت كراوس على موقع ديسكوغز (الإنجليزية)